# Luigi Gentilini
Luigi Gentilini (Roma, 27 dicembre 1937) è un medico italiano, ginecologo, oncologo, chirurgo. È medaglia d'oro al merito della sanità pubblica. Presidente di MED E MED Onlus.

## Biografia

### In Somalia
Nasce a Roma il 27 dicembre del 1937, ma a soli tre mesi è già in Somalia perché suo padre Italo, medico universitario allo Studium Urbis presso la cattedra di malattia tropicali, diretta dal professore Aldo Castellani, riceve l'incarico di studiare la malaria, lebbra e malattia del sonno. Vive i primi anni nelle zone interne della Somalia al confine con l'Etiopia e data l'assenza di scuole studia privatamente fino alla terza elementare. Trasferitosi a Mogadiscio, studia dalle Suore della Consolata. 
A Mogadiscio è tra i fondatori dell'Asci. Si dedica con profitto alle attività teatrali e sceneggiatura coltivando l'aspirazione di diventare regista. A 16 anni le autorità somale lo premiano per aver salvato due ragazzi che annegavano nel mare di Mogadiscio.
Frequenta il Liceo italiano all'estero e si diploma nel 1957.

### Gli studi in Italia
Conseguito il diploma, lascia la Somalia promettendo ai genitori di studiare Medicina; a Roma tuttavia frequenta Cinecittà e alimenta il sogno di diventare regista cinematografico, entrando in relazione con 
Luchino Visconti. Nel 1958 il padre lo costringe a tornare in Somalia per aver tradito la promessa data. 
Con travaglio, si iscrive a Medicina e Chirurgia nel 1959 allo Studium Urbis. Nel 1960 conosce Giovanna che sposa nel 1961 ancora studente universitario. In pochi anni diventa padre di tre bambini: Italo (1963), Luca (1964) e Andrea (1966). Nel 1972 nasce il suo quarto figlio Giampaolo. 
Studia con Paride Stefanini, Luigi Condorelli e Pietro Valdoni. Nutre interesse per la Neurochirurgia con il professore Beniamino Guidetti, avendo l'opportunità di conoscere anche Herbert Olivecrona; opta tuttavia per l'Ostetricia perché gli avrebbe consentito con maggiore facilità di sostenere la famiglia ormai di tre figli. Si laurea nel 1966 discutendo una tesi in Ostetricia dal titolo “La fatica muscolare nel travaglio di parto”. Studia genetica con Luigi Gedda. Frequenta Rino Cavalieri, tra i nomi più illustri della dermatologia italiana e direttore dell'Istituto Dermopatico dell'Immacolata.
Consegue tre specializzazioni: Ostetricia e ginecologia all'università di Siena (1970), Chirurgia generale a Parma (1975), Oncologia all'università Cattolica di Roma (1984). 
A seguito nel terremoto dell'Irpina del 1980 va in missione con una squadra dell'Istituto Regina Elena per lo studio e la cura dei tumori, operando nell'ospedale di Oliveto Citra, parzialmente distrutto dal terremoto, accompagnato da 2 anestesisti e 5 infermieri. In quell'occasione entra contatto con l'Ordine di Malta, in cui successivamente si è arruolato come sottotenente, arrivando poi al grado di colonnello.

### Attività professionale
Fa la carriera al Regina Elena in chirurgia iniziando come assistente di Felice Ruggieri, Fernando Frezza e Dante Manfredi. Quest'ultimo gli affida la sezione autonoma di chirurgia del colon retto. 
Con gli ingegneri dell'Istituto superiore di sanità brevetta il Geru (acronimo di Gentilini-Roccatelli-Ugolini) apparecchio destinato al contenimento delle feci ai portatori di ano preternaturale. 
Collabora con numerosi istituti del mondo. L'Istituto di oncologia Gustavo Roussie di Parigi, il Santa Marx di Londra, gli Istituto tumori di Milano e Napoli, gli ospedali di Palermo. Opera anche all'ospedale italiano de Il Cairo. A fine anni ottanta insegna chirurgia oncologica alla Scuola di specializzazione in oncologia dell'università di Roma Tor Vergata. È autore di oltre trenta articoli scientifici.
A seguito dei successi professionali, nel 1993 il presidente della Repubblica Oscar Luigi Scalfaro gli conferisce il titolo di Commendatore della Repubblica. Nel 2013 il ministro Beatrice Lorenzin gli conferisce la medaglia d'oro al merito della salute pubblica. Il 16 marzo 2017 l'Ordine dei medici gli conferisce la medaglia d'oro nel 50° della sua laurea in medicina.

### Le attività per l'Africa
Nel 2001 fonda MED E MED Onlus (Medicina e Mediterraneo) con l'obiettivo di creare relazioni scientifiche e umanitarie che trovano piena realizzazione nello sviluppo del continente africano. Inizia una lunga serie di missioni in Africa per dedicarsi ai più bisognosi. 

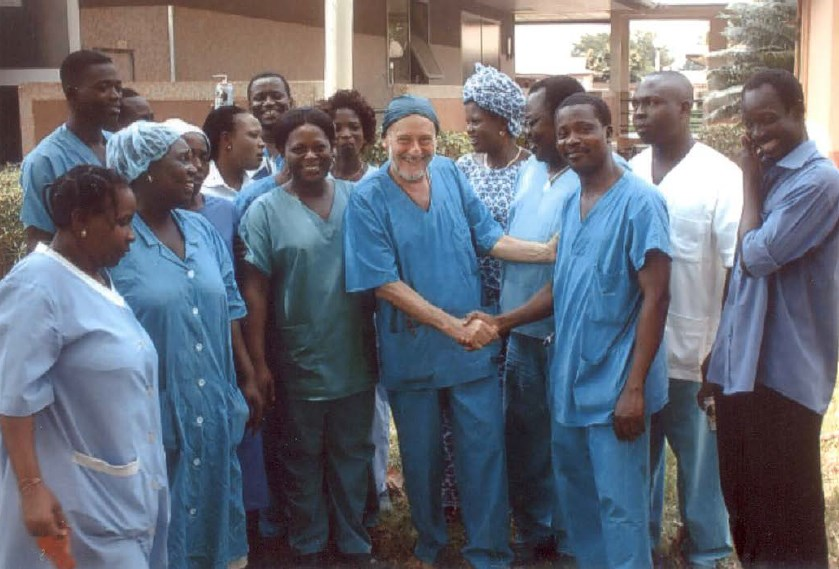
Il professore Luigi Gentilini in Togo nella prima missione in Africa

Nel 2005 riceve l'offerta di andare a lavorare nell'ospedale Fatebenefratelli del Togo; invito che accetta con il sostegno dell'Ordine di Malta.
Nel 2007, i benedettini dell'abbazia di Sant'Anselmo a Roma lo invitano in Tanzania sul lago Tanganica per operare nell'ospedale pubblico di Namayere. Nelle missioni seguenti collabora con l'Ocean cancer Hospital di Dar es Salaam. Tocca anche il Lago Niassa a Songea, sede di una importante abbazia benedettina. Il Lago Vittoria è stato al centro delle successive missioni, fino al 2015. In totale Gentilini ha così raggiunto 11 missioni.

### Il progetto FMH - Floating Mobile Hospital
Durante la prima missione in Togo, Gentilini medita di costruire una nave ospedale al servizio della consistente popolazione che vive su palafitte, costretta ad andare in barca nel più vicino ospedale distante 60 km. L'idea non ebbe tuttavia il sostegno delle autorità sanitarie locali.
Il progetto resta nella mente di Gentilini che durante le successive missioni nell'Est dell'Africa perfeziona l'idea che viene adattata alle esigenze del Lago Vittoria come strumento di cooperazione e formazione sanitaria tra Tanzania, Uganda e Kenya, con il supporto della telemedicina. La nave, che sarà costruita a Mwanza sarà alimentata da pannelli solari e mini pale eoliche.
Nell'ottobre 2008 l'FMH viene presentato nella Sala della Pace della Provincia di Roma, allora presieduta da Nicola Zingaretti, con la partecipazione dell'assessore alle politiche sociali Claudio Cecchini. Nel 2009 il progetto riceve il sostegno dell'autorità sanitarie della Tanzania che presentano il progetto al Muhambili Hospital di Dar er Salam, il principale ospedale della nazione, con la presenza dell'ambasciatore italiano Francesco Catania. L'idea di una nave ospedale riceve l'apprezzamento della Marina militare con l'ammiraglio Vincenzo Martines, presentando il progetto a Livorno e a Roma. Gentilini riesce a coinvolgere numerose istituzioni, dalla Banca di Italia, al Ministero degli Esteri, dall'Istituto Superiore di Sanità, all'Unione Europea.